# Dimension: Dilemma
Dimension: Dilemma es el primer álbum de estudio del grupo surcoreano Enhypen. Se publicó el 12 de octubre de 2021, a través de Belift Lab. El 10 de enero de 2022 se lanzó una reedición titulada Dimension: Answer.

## Antecedentes y lanzamiento

### Dimension: Dilemma
El 25 de agosto, Belift Lab confirmó que Enhypen haría un comeback a finales de septiembre; sin embargo, entre el 2 y 5 de septiembre la empresa anunció que Heeseung, Jay, Jake, Sunghoon, Jungwon y Ni-ki habían dado positivo por COVID-19.
El 16 de septiembre de 2021, Belift Lab informó que Heeseung, Jay, Jake, Sunghoon, Jungwon y Ni-ki se habían recuperado y confirmó que lanzarían su primer álbum de estudio, Dimension: Dilemma, el 12 de octubre, mediante el tráiler titulado «Intro : Whiteout».
Una semana después se reveló que las órdenes del disco habían superado las 600 000 copias en seis días; hasta el 7 de octubre la cifra ascendió a 910 000.

### Dimension: Answer
El 9 de diciembre de 2021, Belift confirmó que Enhypen lanzaría su primer álbum reeditado el 10 de enero de 2022, titulado Dimension: Answer. El 8 de enero de 2022 se reveló que las órdenes del disco habían superado las 630 000 copias.

## Reconocimientos
| Año  | Premios                 | Trabajo nominado   | Categoría                     | Resultado | Ref.   |
| ---- | ----------------------- | ------------------ | ----------------------------- | --------- | ------ |
| 2021 | Mnet Asian Music Awards | Dimension: Dilemma | Álbum del año                 | Nominado  | [ 13 ] |
| 2022 | Gaon Chart Music Awards | Dimension: Dilemma | Álbum del año – 4.º trimestre | Nominado  | [ 14 ] |
| 2022 | Golden Disc Awards      | Dimension: Dilemma | Disco bonsang                 | Ganador   | [ 15 ] |

| Canción        | Programa      | Cadena  | Fecha                 | Ref.   |
| -------------- | ------------- | ------- | --------------------- | ------ |
| «Tamed-Dashed» | The Show      | SBS MTV | 19 de octubre de 2021 | [ 16 ] |
| «Tamed-Dashed» | Show Champion | MBC M   | 20 de octubre de 2021 | [ 17 ] |
| «Tamed-Dashed» | Music Bank    | KBS     | 22 de octubre de 2021 | [ 18 ] |

| Canción          | Programa      | Cadena | Fecha               | Ref.   |
| ---------------- | ------------- | ------ | ------------------- | ------ |
| «Blessed-Cursed» | Show Champion | MBC M  | 19 de enero de 2022 | [ 19 ] |
| «Blessed-Cursed» | Music Bank    | KBS    | 21 de enero de 2022 | [ 20 ] |

## Lista de canciones
| Dimension: Dilemma |                                    | |                                                                                   |          |  |
| N.º                | Título                             | Escritor(es) | Productor(es)                                                                     | Duración |  |
| 1.                 | «Intro: Whiteout»                  | Hybe y Wonderkid | Wonderkid                                                                         | 1:39     |  |
| 2.                 | «Tamed-Dashed»                     | "Hitman" Bang, Alexander Karlsson, Tim Tan, Caesar & Loui, Carly Lyman, Ciara Muscat, Lil 27 Club, Cazzi Opeia, Sam Klempner, Softserveboy y Wonderkid                      | "Hitman" Bang y Wonderkid                                                         | 3:16     |  |
| 3.                 | «Upper Side Dreamin»               | "Hitman" Bang, Anna Timgren, Danke (lalala studio), Justin Reinstein, Kyler Niko, Sebastian Simon Ivanov, TWLV, Wonderkid, 강은정, 신쿵 y 장여진                            | Wonderkid, "Hitman" Bang y 신쿵                                                   | 3:09     |  |
| 4.                 | «Just a Little Bit» (몰랐어)       | "Hitman" Bang, Andy Love, Danke (lalala studio), Joacim Persson, Johan Alkenäs, Jxxdxn, 못말 y 펀치                                                                         | Joacim Persson, "Hitman" Bang y 신쿵                                              | 2:47     |  |
| 5.                 | «Go Big or Go Home» (모 아니면 도) | "Hitman" Bang, January 8th, Adrian Mckinnon, Alida, Alma Guðmundsdóttir, Jung Jin Woo, LDN Noise, Parker James, Sacco, 이스란 y 이이진                                      | Greg Bonnick y Hayden Chapman                                                     | 3:21     |  |
| 6.                 | «Blockbuster» (con Yeonjun de TXT) | Adrian Mckinnon, Danke (lalala studio), Dylan Huling, Jeremy "Tay" Jasper, LDN Noise, Yeonjun, 이스란 y 이이진                                                              | Adrian Mckinnon, Jeremy "Tay" Jasper, Dylan Huling, Greg Bonnick y Hayden Chapman | 3:47     |  |
| 7.                 | «Attention, Please!»               | January 8th, Alexander Karlsson, FRANTS, Gabriel Brandes, Jessica Eunjoo, Hobyn "K.O" Yi, Matt Thomson, Max Lynedoch Graham, Sqvare, Steven Lee, Wonderkid, 목지민 y 이스란 | Frants y Wonderkid                                                                | 2:47     |  |
| 8.                 | «Interlude: Question»              | Hybe, Puff, Wonderkid y 신쿵 | Wonderkid                                                                         | 1:24     |  |
| 22:14              |                                    | |                                                                                   |          |  |

| Dimension: Answer |                  | |                          |          |  |
| N.º               | Título           | Escritor(es) | Productor(es)            | Duración |  |
| 9.                | «Blessed-Cursed» | "Hitman" Bang, Alexander Karlsson, Charlotte Wilson, Ciara Muscat, FRANTS, Gabriel Brandes, Jacob Aaron, Lil 27 Club, Cazzi Opeia, Ronnie Icon, SOFTSERVEBOY, Sqvare, Tim Tan, Wonderkid, Worawat Deeudomchan y 신쿵 | Wonderkid, Frants y 신쿵 | 2:51     |  |
| 10.               | «Polaroid Love»  | "Hitman" Bang, January 8th, danke, Enzo, Fridolin Walcher, Johnny Hockings y Ryan Bickley | Freedo                   | 3:05     |  |
| 11.               | «Outro: Day 2»   | Hybe y Wonderkid | Wonderkid                | 1:52     |  |
| 30:02             |                  | |                          |          |  |

## Posicionamiento en listas
| Lista (2021-2022)                       | Mejor posición | Mejor posición |
| Lista (2021-2022)                       | Dilemma        | Answer         |
| --------------------------------------- | -------------- | -------------- |
| Canadá (Canadian Albums)                | 50             | 79             |
| Corea del Sur (Gaon Album Chart)        | 1              | 1              |
| Escocia (Official Charts Company)       | 14             | —              |
| Estados Unidos (Billboard 200)          | 11             | 14             |
| Estados Unidos (Billboard World Albums) | 1              | 1              |
| Japón (Billboard Japan Hot Albums)      | 1              | 1              |
| Japón (Oricon)                          | 1              | 1              |
| Reino Unido (OCC)                       | 81             | —              |

| Corea del Sur (Gaon Album Chart) | 9 | — |

## Certificaciones y ventas
| País (organismo certificador) | Certificación      | Certificación     | Unidades certificadas/Ventas | Unidades certificadas/Ventas |
| País (organismo certificador) | Dimension: Dilemma | Dimension: Answer | Dimension: Dilemma           | Dimension: Answer            |
| ----------------------------- | ------------------ | ----------------- | ---------------------------- | ---------------------------- |
| Corea (KMCA)                  | Millón             | 3× Platino        | 1 278 112                    | 750 980                      |
| Japón (RIAJ)                  | Oro                | Oro               | 100 000                      | 100 000                      |